# Кичинг, Гарольд
Гарольд Эдвард Кичинг (англ. Harold Edward Kitching; 31 августа 1885, Грейт-Эйтон, Норт-Йоркшир — 18 августа 1980, Грейт-Эйтон, Норт-Йоркшир) — британский гребец, бронзовый призёр летних Олимпийских игр 1908 года.
На Играх 1908 года в Лондоне Кичинг входил во второй экипаж восьмёрок Великобритании. Его команда сразу попала в полуфинал, где проиграла сборной Бельгии. Несмотря на это, она разделила третье место и получила бронзовые медали.